# Список втрат у боях за Маріуполь (2022)
У статті наведено поіменні втрати в боях за Маріуполь у лютому — травні 2022.

## Поіменний перелік

### Україна

#### Лютий
1. Захаров Павло Миколайович, молодший сержант ЗСУ (підрозділ — не уточнено). 25 лютого[1].
2. Ямковий Максим Сергійович, лейтенант. Командир 2 танкового взводу 2 танкової роти 36 ОБрМП. 27 лютого, Павлопіль[2].
3. Лінський Дмитро Сергійович, старший солдат. ОЗСП «Азов». 28 лютого[3].

#### Березень
1. Партала Станіслав Юрійович, лейтенант. Заступник командира взводу 1-го відділення взводу розвідки 1-го батальйону оперативного призначення ОЗСП «Азов», 2 березня (Герой України)[4].
2. Мирошниченко Володимир Володимирович, старший лейтенант, командир взводу, ОЗСП «Азов», 2 березня[3].
3. Потапович Олександр Леонідович, штаб-сержант Державної прикордонної служби України (підрозділ — не уточнено). 3 березня[5][6][7].
4. Бондар Юрій Леонідович, старший солдат, військовослужбовець роти матеріально-технічного забезпечення 12 БрОП (3 березня)[8].
5. Чуйко Степан Степанович, сержант. ОЗСП «Азов», 4 березня[3].
6. Молчан Іван Володимирович, старший солдат, навідник оператор 2-го відділення 2-го взводу оперативного призначення 3-ї роти оперативного призначення 1-го батальйону оперативного призначення ОЗСП «Азов» (4 березня)[9].
7. Юнгє Жан Геннадійович, старший лейтенант, командир навчальної роти батальйону вишколу особового складу ОЗСП «Азов», 6 березня[3].
8. Дзюба Роман Олексійович, старший солдат, 12 БрОП НГУ (7 березня)[10].
9. Друзь Костянтин Володимирович, сержант, командир 3-го відділення навчального взводу навчальної роти батальйону вишколу особового складу, ОЗСП «Азов», 12 березня[11].
10. Апухтін Дмитро Олександрович, полковник НГУ. Заступник командира 23-ї окремої бригади охорони громадського порядку «Хортиця», 12 березня (Герой України)[12].
11. Ніконов Микола Артурович, капітан 2 рангу, командир першого загону спеціальних операцій, 12 березня (Герой України)[13].
12. Ісаєв Вадим Анатолійович, рядовий патрульної поліції, (12 березня)[14].
13. Данилов Максим Володимирович, старший лейтенант, офіцер групи бойової та спеціальної підготовки Окремого загону спеціального призначення НГУ «Азов» (14 березня)[9].
14. Теліпайло Костянтин Вікторович, лейтенант поліції, командир взводу № 2 роти тактико-оперативного реагування спецпідрозділу КОРД (15 березня, артудар)[15][16].
15. Краснобриж Ігор Віталійович, старший солдат, старший навідник 1-го вогневого розрахунку мінометного взводу 3-ї роти оперативного призначення 1-го батальйону оперативного призначення ОЗСП «Азов» (16 березня, Азовсталь)[17].
16. Кормич Володимир Вікторович, матрос, 36-та ОБрМП (16 березня)[18][19].
17. Брова Валентин Віталійович, cтарший солдат, стрілець-помічник кулеметника стрілецького відділення взводу забезпечення навчального процесу батальйону вишколу особового складу 12 БрОП (18 березня)[9].
18. Чікобава Бахва, полковник, полк НГУ «Азов» (19 березня)[20].
19. Доц Артем Валерійович, майор, 36-та ОБрМП (19 березня)[2].
20. Матвєєв Вячеслав Олександрович, старший лейтенант, командир протитанкового відділення протитанкового взводу роти вогневої підтримки батальйону морської піхоти 36 ОБрМП (27 березня)[21].
21. Греба Андрій Володимирович, головний сержант, технік реактивної артилерійської батареї реактивного артилерійського дивізіону бригадної артилерійської групи 36 ОБрМП (27 березня)[22][23].
22. Тимусь Юрій Володимирович, майор, 16 ОБрАА, інструктор, пілот гелікоптера Мі-8 (31 березня, збиття гелікоптера під час евакуації поранених)[24].
23. Бадіка Денис Михайлович, лейтенант, льотчик-штурман гелікоптера Мі-8,  16 ОБрАА (31 березня, збиття гелікоптера під час евакуації поранених)[25].
24. Ваховський Іван Володимирович, старший лейтенант, бортмеханік вертольота Мі-8 16 ОБрАА (31 березня, збиття гелікоптера під час евакуації поранених)[26].

#### Квітень
1. Шастун Ігор Михайлович, старший сержант, ОЗСП «Азов» (1 квітня, перехрестя вулиці Зелінського і проспекту Миру, авіаудар)[27][28].
2. Навроцький Михайло Володимирович, старший солдат, водій бронеавтомобіля, ОЗСП «Азов» (3 квітня)[29].
3. Дашко Ігор Тарасович, підполковник, команди підрозділу Державної прикордонної служби України (9 квітня, Герой України)[30].
4. Таранін Віталій Олександрович, лейтенант, офіцер з фінансового забезпечення ОЗСП «Азов» (15 квітня, Азовсталь)[31][32].
5. Кушнір Альона Миколаївна, старший сержант, медичний інструктор підрозділу ОЗСП «Азов» (15 квітня, авіабомба)[33].
6. Ластович Олексій Юрійович, головний сержант, ОЗСП «Азов» (21 квітня, Азовсталь, снайпер)[34].
7. Форті Давид Михайлович, старший солдат, парамедик полку «Азов», 26 квітня[35].

#### Травень
1. Сафонов Даниїл Юрійович, лейтенант патрульної поліції (2 травня, Азовсталь, Герой України)[36].
2. Дідківський Вадим Юрійович, солдат, ОЗСП «Азов» (2 травня)[37].
3. Тараніна Алла Вікторівна, солдат, діловод ОЗСП «Азов» (8 травня, Азовсталь, авіабомба)[38].
4. Гряник Олександр Сергійович солдат, ОЗСП «Азов» (8 травня, Азовсталь, авіабомба)[39].
5. Ходаківський Володимир Володимирович солдат, ОЗСП «Азов» (8 травня, Азовсталь, авіабомба)[40].
6. Богач Василь Володимирович, підполковник Служби безпеки України (8 березня, авіабомба, Герой України)[41].
7. Попов Михайло Сергійович, старший солдат, ОЗСП «Азов» (9 травня, Азовсталь)[42][43].
8. Фурсов Костянтин, ОЗСП «Азов» (17 травня, Азовсталь)[44].

### Росія

#### Лютий
1. Антропов Рустам Олексійович, сержант ЗС РФ (підрозділ — не уточнено). 24 лютого[45][46].
2. Ібрагімпашаєв Байрам Агамагомедович, сержант, 177 Полк морської піхоти. (26 лютого)[47].
3. Магомедов Аслан Магомедович, гранатометник. 102-й мотострілецький полк (26 лютого)[48].
4. Суховецький Андрій Олександрович, генерал-майор. Заступник командувача 41-ї загальновійськової армії. 28 лютого[49].

#### Березень
1. Солодянкін Віталій Олександрович, рядовий, 1-ша ОМСБр, 1 березня[50].
2. Яремчук Ігор Олександрович, рядовий, 1-ша ОМСБр, 2 березня[51].
3. Кузоватов Дмитро Валерійович, бойовик НЗФ "Восток" (3 березня)[52][53].
4. Самков Владислав Миколайович, єфрейтор, 24 ОБрСпП (6 березня)[54].
5. Дзантієв Аслан Олегович, капітан, командир роти, 102 МСП (6 березня, ракетний обстріл)[55].
6. Григор'єв Максим Олексійович, зв'язківець, 150-та мотострілецька дивізія (6 березня)[56].
7. Огньов Олександр Юрійович, механік-водій (підрозділ  — не встановлено), (6 березня)[57].
8. Максимчук Віктор Олександрович, майор, командир мотострілецького полку (підрозділ  — не встановлено). 7 березня[58].
9. Журавльов Борис Борисович, старшина, заступник командира розвідувальної групи. 22 ОБрСпП, 8 березня (Герой РФ)[59].
10. Глущак Олексій Борисович, капітан, 22 ОБрСпП (8 березня)[60].
11. Курбанов Тажиб Седретдинович, старший лейтенант, заступник командира роти по ВПР, 136-та ОМСБр (8 березня)[61].
12. Мішарін Максим Олександрович, капітан. 5-та окрема мотострілецька бригада «Оплот», Герой ДНР. 10 березня[62][63].
13. Голіченко Олег Валерійович, молоший сержант, 810-та ОБрМП (10 березня)[64].
14. Кашарін Всеволод Юрійович, капітан, замкомандира батальйону Внутрішніх Військ "МВС ДНР" (11 березня)[65][66].
15. Єгоров Євген Михайлович, молодший сержант, заступник командира взводу, 810-та ОБрМП (11 березня)[42]
16. Гераськін Михайло Андрійович, матрос, 810-та ОБрМП (11 березня)[67].
17. Мельник Богдан Русланович, старший матрос, 810-та ОБрМП (11 березня)[68][69].
18. Нестроєвий Юрій Олександрович, сержант, командир танку 68-й танковий полк, 150-та мотострілецька дивізія (12 березня)[70].
19. Дінер Іван (Ханс) Карлович, капітан, 5-та ОМСБр «Оплот» (13 березня)[71].
20. Поросюк Том Томович, контрактник, бойовик угрупування «ДНР» (13 березня)[72][73].
21. Дімков Олександр Олександрович, сержант, 810-та ОБрМП (13 березня)[74][75].
22. Єфімов Микола Олександрович, сержант, командир відділення рз, 810-та ОБрМП (13 березня)[76][77].
23. Востриков Дмитро Вікторович, майор, заступник командира десантно-штурмового батальйону, 810-та ОБрМП (13 березня)[78][79].
24. Гордієнко Тарас Іванович, лейтенант, 1-й армійський корпус ДНР, 14 березня, Докучаєвськ (Герой ДНР)[80].
25. Кононов Іван Михайлович, старший лейтенант, заступник командира дшр, інструктор з ПДП, 382 обмп, 810-та ОБрМп (14 березня)[81][82].
26. Анастасов Петро Вікторович, бойовик угрупування «ДНР» (15 березня)[83].
27. Огоньков Микита Сергійович, матрос, навідник-оператор 382 обмп, 810-та окрема бригада морської піхоти (15 березня)[84][85].
28. Конарбаєв Аскар Барашевич, капітан, командир 1-ї рдр рб, 810-та окрема бригада морської піхоти (15 березня)[86].
29. Суханов Олексій Сергійович, майор, командир батальйону, 177-й полк морської піхоти Каспійської флотилії ВМФ Росії (16 березня)[87].
30. Чудник Сергій Юрійович, старший лейтенант, командир танкового взводу механізованої роти окремого штурмового батальйону "Сомалі" (16 березня, Герой ДНР)[88].
31. Савицький Дмитро Петрович, гвардії старший матрос, водій рдр рб, 810-та окрема бригада морської піхоти (17 березня)[89].
32. Джумурат Денис Олегович, старший лейтенант, командир мобільної роти, 5-ї ОМСБр «Оплот» 1 АК (18 березня)[90].
33. Шипіцин Олег Олександрович, старший матрос, 810-та окрема бригада морської піхоти, Герой РФ. 18 березня[91].
34. Палій Андрій Миколайович, капітан 1-го рангу, заступник командувача Чорноморського флоту РФ з військово-політичної роботи (19 березня)[42].
35. Кунаков Андрій Вікторович, майор, начальник штабу 153 загону спеціального призначення 346-ї бригади ГРУ (19 березня)[92]
36. Шаров Олексій Миколайович, полковник, командир 810-ї окремої гвардійської бригади морської піхоти Чорноморського флоту РФ, 22 березня[93].
37. Коваленко Володимир Борисович, полковник, начальник Управління Державної позавідомчої охорони так званого «МВС ДНР» (22 березня)[94][95].
38. Омаров Шаміль Магомедович, матрос, 810-та окрема бригада морської піхоти, (23 березня)[96][97].
39. Дьяконов Едуард Станіславович, рядовий. Радист-розвідник 57-ї окремої роти спеціального призначення 8-ї загальновійськової армії, 24 березня (Герой РФ)[98].
40. Лузанов Петро Євгенович, майор, заступник командира танкового батальйону 5-ї ОМСБр «Оплот» 1 АК (24 березня)[99].
41. Литовченко Геннадій Миколайович, сержант, 83-тя ОДШБр (25 березня)[100].
42. Хугаєв Радіслав Вадимович, сержант, 150-та МСД (27 березня)[101].
43. Букаткін Володимир Сергійович, підполковник, командир, 68-й танковий полк, 150-та мотострілецька дивізія, 28 березня[102].
44. Сілін Олександр Олександрович, молодший сержант поліції інспектор ДПС взводу № 2 роти ДПС ВДАІ з ОАТ м. Донецька УДАІ МВС т.з. "ДНР" (28 березня)[103].
45. Авер'янов Сергій Олександрович, майор, командир інженерно-технічного батальйону, (підрозділ — не встановлено), 30 березня[104].
46. Наконечний Олександр Вікторович, майор, заступник командира батальйону розвідки, 20-та МСД (30 березня)[105].
47. Стаценко Олексій Валерійович, полковник, заступник командира із озброєння 1-ї окремої мотострілецької Слов'янської бригади, 1 АК ДНР (31 березня)[106][107].
48. Акімочкін Сергій Анатолійович, стрілець штурмового взводу штурмової роти, батальйон «Сомалі» (31 березня)[108].

#### Квітень
1. Багонь Микола Миколайович, бойовик угрупування «ДНР» (1 квітня)[109].
2. Жаров Анатолій Олександрович, мобік, журналіст та краєзнавець, бойовик угрупування «ДНР» (1 квітня)[110].
3. Дягай Антон Олексійович, військовослужбовець 7-ї військової бази (Абхазія), (2 квітня)[111].
4. Новосельцев Артем Олександрович, лейтенант, командир 3 танкового взводу 1 роти 1 танкового батальйону, 5-та ОМСБр «Оплот» (4 квітня)[112][113].
5. Григоренко Євген Сергійович, капітан, командир дшр, 810-та ОБрМП (7 квітня)[114][115].
6. Рохманов Юрій Сергійович, бойовик бандформування «Оплот» (8 квітня)[116].
7. Євглевський Павло Львович, майор, командир 4 батальйону 105 полку 1 АК "ДНР" (9 квітня)[117].
8. Машуков Тимур Бесланович, (10 квітня, снайпер)[118].
9. Чучаєв Заур Магомед-Захірович, СОБР «Ахмат» (10 квітня)[119].
10. Аманов Сакен Бекадилович, старший лейтенант, командир 1-ї танкової роти танкового батальйону, 9 ОПМП (10 квітня)[120].
11. Бєсаєв Руслан Омарович, бойовик-доброволець з Південної Осетії (10 квітня)[121][122].
12. Калмиков Олексій Миколайович, майор, заступник командира вч спеціального призначення головного управління генерального штабу ЗС РФ (11 квітня, морський порт, Герой РФ)[123].
13. Мальцев Геннадій Олександрович, сержант, командир відділення 1 взвод 1 рота ДШБ, 336-та ОБрМП (11 квітня)[124][125].
14. Звягінцев Микола Ігорович, мобік, музикант-джазмен Донецької академічної філармонії, бойовик угрупування «ДНР» (12 квітня)[126].
15. Штонда Євген Миколайович, капітан ПДВ запасу, командир загону добровольців (13 квітня, снайпер)[127].
16. Галатова Валентина Олегівна, сержант, медвзвод, 1 АК ДНР (14 квітня, мінометний обстріл)[128].
17. Циренов Бімба Бадмаєвич, матрос гранатометного відділення, 155-та ОБрМП (15 квітня)[129].
18. Іордакій Олександр Максимович, бойовик угрупування «ДНР» (16 квітня)[130][131].
19. Гладков Олексій Олексійович, старший прапорщик, 810-та ОБрМП (16 квітня)[132][133][134].
20. Сінкевич Юрій Олександрович, сержант, 810-та ОБрМП (16 квітня)[135][136][137].
21. Нагоркін Артем Ігорович, сержант, 68-й танковий полк, командир танку (17 квітня)[138].
22. Мартюк Дмитро Володимирович («Кіпіш»), бойовик угрупування «ДНР» (18 квітня, Азовсталь)[139].
23. Стогній Андрій Миколайович, бойовик угрупування «ДНР» (18 квітня)[140][141].
24. Кривецький Олексій Володимирович, рядовий, СОБР «Ахмат» (20 квітня)[142].
25. Старовойтов Максим Владиславович, старший матрос, кулеметник 2-ї роти 382 обмп, 810-та ОБрМП (21 квітня)[143][144].
26. Каретник Віталій Євгенович, матрос, стрілець – помічник гранатометника, 810-та ОБрМП (21 квітня)[145].
27. Саричєв Роман Леонідович, майор, комендант військової комендатури м. Іжевська (25 квітня)[146][147].
28. Фроленко Олександр Сергійович, лейтенант (25 квітня, Точка У, детонація БК у вагоні)[148].
29. Петрасов Роман Арсенович[149][150], підполковник, командир 2-го мотострілецького батальйону, 5-та ОМСБр «Оплот» (28 квітня).
30. Павлов Геннадій Олександрович, молодший сержант, водій-електрик дшб, 810-та ОБрМП (30 квітня)[151].

#### Травень
1. Юшков Іван Валерійович, єфрейтор 810-ї ОБрМП (3 травня, Азовсталь)[152].
2. Пєвцов Сергій Миколайович, майор, інспектор підрозділу ОМОН "Беркут", МВС "ДНР" (4 травня)[153].
3. Бобров Олександр Юрійович, капітан 2 рангу, командир дивізіону тральщиків 184-ї бригади кораблів водного району Новоросійської військово-морської бази (8 травня, торгівельний порт, підрив катеру на міні)[154].
4. Дорохін Сергій Юрійович, старший матрос, моторист-електрик 184-ї бригади кораблів водного району Новоросійської військово-морської бази (8 травня, торгівельний порт, підрив катеру на міні)[155].
5. Федченко Сергій Олексійович, старший матрос, кермовий-сигнальник 184-ї бригади кораблів водного району Новоросійської військово-морської бази (8 травня, торгівельний порт, підрив катеру на міні)[156].
6. Ніколаєв Дмитро Дмитрович, старший сержант, розвідник-водолаз розрахунку групи боротьби з підводно-диверсійними силами та засобами 184-ї бригади кораблів водного району Новоросійської військово-морської бази (8 травня, торгівельний порт, підрив катеру на міні)[156].
7. Морозов Антон Олександрович, майор, командир десантно-штурмової роти батальйону морської піхоти 810-ї ОБрМП, 16 травня[157].
8. Міхеєв Олексій Андрійович, бойовик угрупування «ДНР», ОКП Донецька (18 травня)[158].